# Megaselia lapponica
Megaselia lapponica är en tvåvingeart som beskrevs av Schmitz 1928. Megaselia lapponica ingår i släktet Megaselia och familjen puckelflugor. Inga underarter finns listade i Catalogue of Life.